# Линейная логика
Линейная логика (англ. linear logic) — субструктурная логика, предложенная Жан-Ивом Жираром как уточнение классической и интуиционистской логики, объединяющая двойственность первой со многими конструктивными свойствами последней, введена и используется для логических рассуждений, учитывающих расход некоторого ресурса. Хотя логика также изучалась сама по себе, идеи линейной логики находят применения во множестве приложений, вычисления в которых требуют учёта ресурсов, в том числе для верификации сетевых протоколов, языки программирования, теория игр (игровая семантика) и квантовая физика (поскольку линейную логику можно рассматривать как логику квантовой теории информации), лингвистика.

## Описание

### Синтаксис
Язык классической линейной логики (англ. classic linear logic, CLL) может быть описан в форме Бэкуса — Наура:
A ::= p ∣ p⊥ |  A ⊗ A ∣ A ⊕ A |  A & A ∣ A ⅋ A |  1 ∣ 0 ∣ ⊤ ∣ ⊥ |  !A ∣ ?A
Где
- p и p⊥ — атомарные формулы,

- логические связки и константы:

| Символ | Значение                                                |
| ------ | ------------------------------------------------------- |
| ⊗      | мультипликативная конъюнкция («тензор», англ. "tensor") |
| ⊕      | аддитивная дизъюнкция                                   |
| &      | аддитивная конъюнкция                                   |
| ⅋      | мультипликативная дизъюнкция («пар», англ. "par")       |
| !      | модальность «конечно» (англ. "of course")               |
| ?      | модальность «почему нет» (англ. "why not")              |
| 1      | единица для ⊗                                           |
| 0      | нуль для ⊕                                              |
| ⊤      | нуль для &                                              |
| ⊥      | единица для ⅋                                           |

Бинарные связки ⊗, ⊕, & и ⅋ ассоциативны и коммутативны.
Каждое утверждение A в классической линейной логике имеет двойственное A⊥, определяемое следующим образом:
| (p)⊥ = p⊥          | (p)⊥ = p⊥          | (p)⊥ = p⊥          | (p⊥)⊥ = p          | (p⊥)⊥ = p          | (p⊥)⊥ = p          |
| (A ⊗ B)⊥ = A⊥ ⅋ B⊥ | (A ⊗ B)⊥ = A⊥ ⅋ B⊥ | (A ⊗ B)⊥ = A⊥ ⅋ B⊥ | (A ⅋ B)⊥ = A⊥ ⊗ B⊥ | (A ⅋ B)⊥ = A⊥ ⊗ B⊥ | (A ⅋ B)⊥ = A⊥ ⊗ B⊥ |
| (A ⊕ B)⊥ = A⊥ & B⊥ | (A ⊕ B)⊥ = A⊥ & B⊥ | (A ⊕ B)⊥ = A⊥ & B⊥ | (A & B)⊥ = A⊥ ⊕ B⊥ | (A & B)⊥ = A⊥ ⊕ B⊥ | (A & B)⊥ = A⊥ ⊕ B⊥ |
| (1)⊥ = ⊥           | (1)⊥ = ⊥           | (1)⊥ = ⊥           | (⊥)⊥ = 1           | (⊥)⊥ = 1           | (⊥)⊥ = 1           |
| (0)⊥ = ⊤           | (0)⊥ = ⊤           | (0)⊥ = ⊤           | (⊤)⊥ = 0           | (⊤)⊥ = 0           | (⊤)⊥ = 0           |
| (!A)⊥ = ?(A⊥)      | (!A)⊥ = ?(A⊥)      | (!A)⊥ = ?(A⊥)      | (?A)⊥ = !(A⊥)      | (?A)⊥ = !(A⊥)      | (?A)⊥ = !(A⊥)      |

### Содержательное толкование
В линейной логике (в отличие от классической) посылки часто рассматриваются как расходуемые ресурсы, поэтому выведенная или начальная формула может быть ограничена по числу использований.
Мультипликативная конъюнкция ⊗ аналогична операции сложения мультимножеств и может выражать объединение ресурсов.
(.)⊥ является инволюцией, то есть, A⊥⊥ = A для всех утверждений. A⊥ также называется линейным отрицанием A.
Линейная импликация играет большую роль в линейной логике, хотя она и не включена в грамматику связок. Может быть выражена через линейное отрицание и мультипликативную дизъюнкцию
A ⊸ B := A⊥ ⅋ B.
Связку ⊸ иногда называют «леденец на палочке» (англ. lollipop) из-за характерной формы.
Линейную импликацию можно использовать в выводе при наличии ресурсов в ее левой части, а в результате получаются ресурсы из правой линейной импликации. Данное преобразование задает линейную функцию, что и дало начало термину «Линейная логика».
Модальность «конечно» (!) позволяет обозначить ресурс как неисчерпаемый.
Пример. Пусть D обозначает доллар, а C — плитку шоколада. Тогда покупку плитки шоколада можно обозначить как D ⊸ C. Покупку можно выразить следующим выводом: D⊗ !(D ⊸ C) ⊢ C⊗!(D ⊸ C), то есть, что доллар и возможность купить на него шоколадку приводят к шоколадке, а возможность купить шоколадку сохраняется.
В отличие от классической и интуиционистской логик, линейная логика имеет два вида конъюнкций, что позволяет выражать ограниченность ресурсов. Добавим к предыдущему примеру возможность покупки леденца L. Выразить возможность покупки шоколадки или леденца можно выразить с помощью аддитивной конъюнкции:
D ⊸ L & C
Разумеется, выбрать можно только что-то одно. Мультипликативная конъюнкция обозначает присутствие обоих ресурсов. Так, на два доллара можно купить и шоколадку, и леденец:
D ⊗ D ⊸ L ⊗ C
Мультипликативная дизъюнкция A ⅋ B может пониматься как «если не А, так B», а выражаемая через неё линейная импликация A ⊸ B в таком случае имеет смысл «может ли B быть выведена из A ровно один раз?»
Аддитивная дизъюнкция A ⊕ B обозначает возможность как A, так и B, но выбор не за вами. Например, беспроигрышную лотерую, где можно выиграть леденец или шоколадку, можно выразить с помощью аддитивной дизъюнкции:
D ⊸ L ⊕ C

## Фрагменты
Помимо полной линейной логики находят применение её фрагменты:
- LL: разрешены все связки
- MLL: только мультипликативы (⊗, ⅋)
- MALL: только мультипликативы и аддитивы (⊗, ⅋, ⊕, &)
- MELL: только мультипликативы и экспоненциалы (⊗, ⅋, !, ?)

Разумеется, этим списком не исчерпываются все возможные фрагменты. Например, возможны различные Хорн-фрагменты, которые используют линейную импликацию (по аналогии с хорновскими дизъюнктами) в сочетаниях с различными связками.
Фрагменты логики интересуют исследователей с точки зрения сложности их вычислительной интерпретации. В частности, М. И. Канович доказал, что полный MLL-фрагмент является NP-полным, а ⊕-хорновский фрагмент линейной логики с правилом ослабления (англ. weakening rule) PSPACE-полон. Это можно проинтерпретировать как то, что управление использованием ресурсов — трудная задача даже в простейших случаях.

## Представление в виде исчисления секвенций
Один из способов определения линейной логики — это исчисление секвенций. Буквы Γ и ∆ обозначают списки предложений {\displaystyle A_{1},...,A_{n}}, и называются контекстами. В секвенции контекст помещается слева и справа от ⊢ («следует»), например: {\displaystyle \Gamma \vdash \Delta }. Ниже приведено исчисление секвенций для MLL в двустороннем формате.
Структурное правило — перестановка. Задано соответственно левое и правое правила вывода:
{\displaystyle {\cfrac {\Gamma ,A,B,\Gamma '\vdash \Delta }{\Gamma ,B,A,\Gamma '\vdash \Delta }}\;{\text{exL}}\qquad {\cfrac {\Gamma \vdash \Delta ,A,B,\Delta '}{\Gamma \vdash \Delta ,B,A,\Delta '}}\;{\text{exR}}}
Тождество и сечение:
{\displaystyle {\cfrac {\cdot }{A\vdash A}}\;{\text{I}}\qquad {\cfrac {\Gamma \vdash \Sigma ,A,\Delta \qquad \Gamma ',A,\Sigma '\vdash \Delta '}{\Gamma ,\Gamma ',\Sigma '\vdash \Sigma ,\Delta ,\Delta '}}\;{\text{Cut}}}
Мультипликативная конъюнкция:
{\displaystyle {\cfrac {\Gamma ,A,B\vdash \Delta }{\Gamma ,A\otimes B\vdash \Delta }}\;\otimes {\text{L}}\qquad {\cfrac {\Gamma \vdash A,\Delta \qquad \Gamma '\vdash B,\Delta '}{\Gamma ,\Gamma '\vdash A\otimes B,\Delta ,\Delta '}}\;\otimes {\text{R}}}
Мультипликативная дизъюнкция:
{\displaystyle {\cfrac {\Gamma ,A\vdash \Delta \qquad \Gamma ',B\vdash \Delta '}{\Gamma ,\Gamma ',A{\text{⅋}}B\vdash \Delta ,\Delta '}}\;{\text{⅋L}}\qquad {\cfrac {\Gamma \vdash A,B,\Delta }{\Gamma \vdash A{\text{⅋}}B,\Delta }}\;{\text{⅋R}}}
Отрицание:
{\displaystyle {\cfrac {\Gamma \vdash A,\Delta }{\Gamma ,A^{\bot }\vdash \Delta }}\;\bot {\text{L}}\qquad {\cfrac {\Gamma ,A\vdash \Delta }{\Gamma \vdash A^{\bot },\Delta }}\;\bot {\text{R}}}
Аналогичные правила можно определить для полной линейной логики, её аддитивов и экспоненциалов. Обратите внимание, что в линейную логику не добавлены структурные правила ослабления и сокращения, так как в общем случае утверждения (и их копии) не могут произвольно появляться и исчезать в секвенциях, как это принято в классической логике.